# Pietro VI di Alessandria (calcedoniano)
Papa Pietro VI (fl. VII secolo), è stato patriarca greco-ortodosso di Alessandria nel VII secolo.
Sottoscrisse gli atti del concilio ecumenico tra il 5º e il 6º (692) come "l'indegno vescovo della grande città di Alessandria". Operò durante il periodo di coadiutorato del trono patriarcale, frutto della dominazione araba.